# Розето дели Абруци
Розѐто дели Абру̀ци (на италиански: Roseto degli Abruzzi) е морски курортен град и община в Южна Италия, провинция Терамо, регион Абруцо. Разположен е на брега на Адриатическо море между устията на реките  Вомано и Тордино. Населението на общината е 25 511 души (към 2010 г.).
До 1927 г. това е махала на Монтепагано, годината, в която седалището на общината е преместено от историческия център в новия град Росбурго, като впоследствие приема сегашното си име и превръща самия исторически център на Монтепагано в част от новоназованата община.
Розето се намира на пет метра надморска височина. Разпростира се върху равнинна площ в крайбрежната зона, а на запад градът се простира и върху околните хълмове. Монтепагано, на хълм от 285 метра надморска височина, доминира над целия общински пейзаж. Крайбрежието, където се простира населеното място, някога е било почти изцяло заето от блата.
Това е родното място на Джанлука Джинобле от групата Ил Воло.